# Charles Harbord (6e baron Suffield)
Pour l’article homonyme, voir Charles Harbord (5e baron Suffield).
 (octobre 2023).
Si vous disposez d'ouvrages ou d'articles de référence ou si vous connaissez des sites web de qualité traitant du thème abordé ici, merci de compléter l'article en donnant les références utiles à sa vérifiabilité et en les liant à la section « Notes et références ».
Charles Harbord, 6e baron Suffield, (14 juin 1855 - 10 février 1924), est un militaire de l'armée britannique et un homme politique conservateur britannique.

## Biographie
Charles Harbord est le fils aîné de Charles Harbord, 5e baron Suffield, et de sa première épouse Cecilia Annetta, fille de Henry Baring, troisième fils de Francis Baring. Il fait ses études au Collège d'Eton et entre dans les Scots Fusilier Guards comme enseigne le 30 avril 1873 et est promu lieutenant en avril 1875.
Charles Harbord est nommé commandant en second de la 2e Scots Guards en décembre 1899, puis sert dans la Seconde guerre des Boers avec son régiment en mai 1900. Il prend le commandement des 1st Scots Guards en juillet 1901 et doit les ramener chez eux à la fin de la guerre, quittant Cape Town à bord du SS Winifredian en septembre 1902. Pour son service, il est mentionné dans des dépêches en 1901 et nommé Compagnon de l'Ordre du Bain (CB) dans la liste des distinctions honorifiques d'Afrique du Sud de septembre 1901 (la récompense est datée du 29 novembre 1900). Après son retour chez lui, il est reçu le 22 octobre 1902 au palais de Buckingham par le roi Édouard VII qui le créé membre (4e classe) de l'Ordre royal de Victoria (MVO),. Il prend sa retraite de l'armée en 1904.
Il sert comme palefrenier de la reine Victoria de 1895 à 1901. En 1914, Suffield succède à son père dans la baronnie et prend place sur les bancs conservateurs de la Chambre des lords. L'année suivante, il est nommé capitaine des Yeomen of the Guard (adjoint au whip en chef de la Chambre des Lords) dans le gouvernement de coalition de HH Asquith, poste qu'il occupe jusqu'en 1918, les deux dernières années sous le gouvernement de David Lloyd George.
Lord Suffield épouse en 1896 Evelyn Louisa Wilson-Patten, fille du capitaine Eustace John Wilson-Patten (fils aîné de John Wilson-Patten, 1er baron Winmarleigh). Il décède en février 1924, à l'âge de 68 ans, et son fils aîné Victor lui succède. Lady Suffield est décédée en 1951.